# Álvaro Salazar
Álvaro Luis Salazar Bravo  (Linares, Chile, 24 de marzo de 1993) es un futbolista profesional chileno que se desempeña como guardameta y actualmente milita en Cobreloa de la Primera B de Chile.

## Trayectoria

### Inicios
Comenzó a jugar fútbol en la serie penecas de la Academia Villa San Ambrosio de su natal Linares, en la posición de mediocampista. En un partido en San Javier el arquero titular se lesionó, y el entrenador del equipo le pidió a Salazar que atajara; en un principio se rehusó, pero finalmente aceptó y rindió de excelente manera.

### Colo-Colo
Llegó a las cadetes de Colo-Colo el año 2006, luego de una prueba masiva de jugadores que hizo el club en la Región del Maule, formando parte de la primera generación de jugadores albos que vivieron en la Casa Alba. Aunque se probó como portero y como mediocampista, fue llevado a Santiago como el nuevo guardameta de la Sub-13.

#### 2012
Fue ascendido al primer equipo de Colo-Colo por el entrenador Omar Labruna, en el año 2012. Debutó profesionalmente el 10 de noviembre del mismo año, tras reemplazar al lesionado Ignacio González a los 15' de juego, en el triunfo del conjunto albo sobre Audax Italiano por 5 a 1, duelo válido por la Fecha 17 del Torneo de Clausura.

#### 2013
Durante el Transición 2013, únicamente fue convocado para el duelo de la Fecha 2 ante Unión La Calera disputado el 3 de febrero, el que terminó en victoria 2 a 0 en favor de Colo-Colo, con anotaciones de Esteban Pavez y José Pedro Fuenzalida.
Debutó a nivel internacional el 22 de agosto ante Deportivo Pasto, siendo titular en la derrota alba por 1 a 0 en condición de visita por la ida de la segunda fase de la Copa Sudamericana, cumpliendo una destacada actuación pese a la derrota de su equipo. Seis días más tarde, nuevamente ingresó desde el primer minuto ante el conjunto colombiano, esta vez en el duelo de vuelta, jugado en el Estadio Monumental, el que finalizó en derrota por 0 a 2 para los dirigidos por Gustavo Benítez, quienes quedaron eliminados del certamen.
El día 26 de octubre de 2013, ingresó a los 7' de partido ante la lesión de Eduardo Lobos al duelo correspondiente a la Fecha 12 del Torneo de Apertura disputado ante O'Higgins en el Estadio Santa Laura-Universidad SEK. Su actuación fue vital para el triunfo albo por 2 a 3, al contener en forma magistral un cabezazo de Pablo Calandria a corta distancia, quien conectó un rebote en el área tras un remate desviado de Pedro Pablo Hernández, actuación que al portero formado en el Cacique le valió ser destacado como uno de los mejores jugadores del encuentro.

#### 2014
Con el título asegurado, pues Colo Colo se coronó campeón del Clausura 2014 en la Fecha 15 del torneo, jugada el domingo 13 de abril, tras derrotar a Santiago Wanderers por 1 a 0 con solitaria anotación de Felipe Flores, el 20 de abril, el portero hizo su estreno en un clásico ante Universidad Católica, ingresando de emergencia a los 32' de juego, debido a la lesión de su compañero y portero titular esa tarde, Justo Villar, duelo que finalizó con un empate 2 a 2 en el Estadio Monumental. Siete días más tarde, en duelo válido por la Fecha 17 del campeonato, fue titular en la victoria colocolina por 5 a 3 ante Ñublense en Chillán, con cinco goles de Esteban Paredes.
Finalmente, Colo Colo alzó el título con una diferencia de nueve puntos sobre su escolta, Universidad Católica, poniendo fin a cuatro años y medio sin cosechar títulos, bajando la anhelada estrella número 30 en la historia del club.

### Barnechea
Con la contratación de Paulo Garcés para el Apertura 2014, se vio relegado a ser el cuarto portero de Colo Colo por detrás de Justo Villar, el mencionado Garcés e Ignacio González. En razón de ello, fue enviado a préstamo a Barnechea, equipo recién ascendido a la primera categoría del fútbol chileno, con el objetivo de sumar minutos y experiencia. Durante su estadía en el cuadro huaicochero, disputó 12 encuentros y recibió 23 goles en contra, sumando sus actuaciones en el torneo nacional y la Copa Chile.

### Regreso a Colo-Colo (2015 - 2017)

#### Temporada 2015/16
En su vuelta a Colo Colo, el entrenador José Luis Sierra lo dejó como tercer arquero, detrás de Justo Villar y Paulo Garcés, de cara a la Temporada 2015/16.
Volvió a jugar un partido oficial por los albos el 2 de septiembre de 2015, por la ida de los octavos de final de la Copa Chile, siendo titular en la igualdad 1 a 1 ante Coquimbo Unido. Seis días más tarde, el portero ingresó en el entretiempo del partido de vuelta contra los coquimbanos, en reemplazo de Justo Villar, cuando el marcador se encontraba 1 a 0 en favor del conjunto dirigido por Sierra. Finalmente, terminaron ganando el compromiso 3 a 0, logrando la clasificación a los cuartos de final del certamen, con un resultado 4 a 1 en el global.
El 14 de septiembre, tras las lesiones de Justo Villar y Paulo Garcés, tuvo la oportunidad de atajar por el Apertura 2015 ante Unión La Calera y no defraudó, aportando importantes atajadas para el triunfo por 3 a 1. Posteriormente, el 27 de septiembre, nuevamente ingresó desde el arranque, teniendo una actuación notable en el sufrido triunfo por 1 a 0 ante San Luis de Quillota por la Fecha 7.
Una vez finalizado el certamen, Colo-Colo se coronó campeón del Apertura 2015 luego de la victoria 1 a 0 de Audax Italiano sobre Universidad Católica con gol de Sebastián Silva, la que sepultó cualquier aspiración de los cruzados al título, pero no todo fue bombos y platillos ya que Colo-Colo debía jugar su partido definitorio contra Santiago Wanderers pero se suspendería debido a incidentes en el Estadio Elías Figueroa Brander entre los "panzers" y la Garra Blanca.
Durante el Torneo de Clausura 2016 no jugaría ningún partido y solo sería suplente en dos partidos, en la igualdad 1-1 contra Huachipato por la jornada 10 y la estrepitosa caída por 0-3 ante O'Higgins por la jornada 12. Mientras que por la Copa Libertadores sería banca en la dramática victoria por 2-1 sobre FBC Melgar con doblete de Esteban Paredes por la fecha 5 del Grupo 5.

#### Temporada 2016/17
Tras ser suplente en 10 jornadas del Torneo de Apertura 2016 el día 8 de diciembre de 2016, volvió a atajar después de más de un año sin actividad profesional, siendo titular en el duelo válido por la última fecha ante Palestino. Para dicho compromiso, Pablo Guede, entrenador del conjunto albo, dispuso una formación alternativa, compuesta en su mayoría por jugadores de proyección, dando descanso a sus principales figuras, considerando que seis días más tarde debían disputar la final de la Copa Chile ante Everton de Viña del Mar.
El 14 de diciembre del mismo año, se coronó campeón de la Copa Chile, tras derrotar en la final a Everton por 4 a 0, partido en el cual fue suplente y no ingresó.
Durante el Clausura 2017, el arco del Cacique fue un constante dolor de cabeza para Pablo Guede y la fanaticada alba. El día 4 de marzo, en duelo correspondiente a la Fecha 5, los albos enfrentaron a Universidad Católica en el Estadio Monumental, compromiso en el cual Justo Villar se retiró lesionado de gravedad a los 81' de juego, luego de un choque con Santiago Silva, ingresando Paulo Garcés en su reemplazo, quien asumía como portero titular por el resto del campeonato. Sin embargo, con el correr de las fechas, el exjugador de O'Higgins cometió una serie de errores que le costaron puntos vitales a Colo-Colo en la lucha por el título, el más recordado de ellos ante Universidad de Chile, en el Superclásico jugado el 8 de abril, tras fallar en forma grosera ante un cabezazo de Felipe Mora. Por esta razón, y ante la presión de la hinchada colocolina, Pablo Guede decidió que en los últimos cuatro duelos del torneo, Salazar sería el encargado de custodiar el pórtico.
Inicio contra Palestino por la jornada 12 en el Estadio Monumental, tendría buenas intervenciones especialmente un tiro libre que desvío al córner en la igualdad 0-0 con los árabes, siete días después el 7 de mayo el conjunto albo viajó hasta el Estadio Sausalito con la misión de recuperar la punta después de que Universidad de Chile goleara por 4-0 a Cobresal, finalmente los albos ganarían por un dramático 3-2 bajo la lluvia en Viña del Mar con gol de Christofer Gonzales al minuto 90+5' de zurda, en dicho encuentro el joven meta canterano mostró mucha seguridad teniendo 4 atajadas claves, la primera al 28' tras un tiro con veneno de Franco Ragusa atajando de forma extraordinaria, las mejores quizás al minuto 74' por partida doble al argentino Maximiliano Ceratto, y la última al 90+4' salvando un gol de Everton sobre el final que pudo significar el triunfo viñamarino por 3-2. Una semana después en la penúltima jornada ante Deportes Antofagasta, el "cacique" empezaría ganando con gol de Rivero al 23', al minuto 61' Salazar se luciría atajándole un disparo a Juan Muriel Orlando después de que este le ganara la espalda a Baeza, quince minutos después salva ahora un cabezazo de Orlando el que detuvo milagrosamente con los pies, el minuto 87' terminaría la resistencia alba tras el gol de Gonzalo Villagra marcando el 1 a 1 final tras mala salida de Salazar en un córner. El escenario se tornó complejo, pues ya no dependían de sí mismos para alzar la copa, entregando el campeonato en bandeja a su archirrival, Universidad de Chile, Seis días después los se definía el campeonato los albos ganarían por 3-1 a Cobresal en el Estadio La Portada, pero de nada les serviría, ya que la Universidad de Chile derrotó a San Luis de Quillota con solitario gol de Felipe Mora, se alzó con el título de campeón.

#### Temporada 2017
Para el segundo semestre de 2017, tras la partida de Justo Villar y Paulo Garcés del conjunto albo, mucho se especuló sobre la posibilidad de que, luego de tanta espera, el portero oriundo de la séptima región se hiciera dueño del pórtico de Colo Colo. Sin embargo, con la llegada de Agustín Orión al equipo, vio absolutamente mermadas sus posibilidades de jugar. Pablo Guede depositó toda su confianza en el experimentado meta argentino, razón por la que Salazar vio desde el banco de suplentes todos los partidos del semestre, tanto en la Supercopa, la Copa Chile y el Torneo de Transición, certamen en el cual el conjunto albo se coronó campeón al derrotar a Huachipato por 3 a 0 en la última fecha.
En ese mismo semestre el joven meta albo renovó su vínculo con los albos hasta diciembre de 2019.

### Universidad de Concepción
En diciembre de 2017, Colo-Colo contrató al portero Brayan Cortés, quien llegó a Macul proveniente desde Deportes Iquique, por lo que las posibilidades de jugar se redujeron aún más. Por esta razón, en enero de 2018, se confirmó su incorporación en calidad de préstamo a Universidad de Concepción para reforzar el equipo penquista de cara a la temporada 2018, cuyo desafío más importante es la Copa Libertadores.
Luego de muchos meses de suplencia en la banca campanil, Salazar debutó con el conjunto de la octava región el 9 de junio de 2018 por la Segunda fase de la Copa Chile contra Deportes Puerto Montt en el Estadio Chinquihue volviendo a jugar después de más de un año desde el triunfo por 3-1 de Colo Colo sobre Cobresal por la última fecha del Clausura 2017, el cuadro campanil caería por 1-0. Para la temporada 2019, el portero renovó su préstamo con el equipo penquista.

### Unión Española
Luego de quedar libre de Colo-Colo, en enero de 2020 es anunciado como nuevo refuerzo de Unión Española de la Primera división chilena.

### Audax Italiano
Tras no renovar su contrato con el conjunto hispano, en marzo de 2021 es presentado como nuevo jugador de Audax Italiano. En el cuadro itálico tuvo un rol secundario, siendo suplente tanto de Joaquín Muñoz como de Tomás Ahumada.

### Regreso a Barnechea
Luego de 10 años, el 31 de diciembre de 2022 es anunciado su regreso a Barnechea, esta vez en la Primera B, en un contrato por toda la temporada 2023.

### Unión San Felipe
El 4 de diciembre de 2023 es anunciado como nuevo jugador de Unión San Felipe de la Primera B chilena.

## Selección nacional

### Selecciones menores
El 2 de junio de 2013, fue incluido en la nómina definitiva de 21 jugadores elegidos por Mario Salas, entrenador de la selección chilena sub-20, para disputar la Copa Mundial Sub-20 de 2013 durante los meses de junio y julio. Chile alcanzó los cuartos de final, siendo eliminado en dicha instancia tras ser derrotado 4 a 3 ante Ghana en un dramático partido que sólo se definió en el alargue. Por su parte, Salazar no vio acción durante el certamen.
En mayo de 2014, fue incluido en la nómina de 20 jugadores entregada por el director técnico Claudio Vivas para representar a Chile en el Torneo Esperanzas de Toulon de 2014, categoría sub-21, a disputarse entre el 21 de mayo y el 1 de junio. En dicho certamen, estuvo presente en dos partidos y recibió seis goles en contra, siendo su selección eliminada en primera fase, tras sumar apenas dos puntos en los cuatro encuentros que disputó.

#### Participaciones en Copas del Mundo
| Mundial                     | Sede    | Resultado        | PJ | Goles |
| --------------------------- | ------- | ---------------- | -- | ----- |
| Copa Mundial Sub-20 de 2013 | Turquía | Cuartos de final | 0  | 0     |

#### Participaciones en Torneo Esperanzas de Toulon
| Torneo                              | Sede    | Resultado    | Partidos | Goles |
| ----------------------------------- | ------- | ------------ | -------- | ----- |
| Torneo Esperanzas de Toulon de 2014 | Francia | Primera fase | 2        | -6    |

## Estadísticas
| Colo-Colo 'B' · Chile                                                    | 3.ª           | 2012          | 6  | -15 | —  | —  | — | —  | 6  | -15  |
| Colo-Colo 'B' · Chile                                                    | 3.ª           | 2013          | 15 | -24 | —  | —  | — | —  | 15 | -24  |
| Colo-Colo 'B' · Chile                                                    | 3.ª           | 2013-14       | 3  | -2  | —  | —  | — | —  | 3  | -2   |
| Colo-Colo 'B' · Chile                                                    | Total club    | Total club    | 24 | -41 | 0  | 0  | 0 | 0  | 24 | -41  |
| Colo-Colo · Chile                                                        | 1.ª           | 2012          | 1  | -1  | —  | —  | — | —  | 1  | -1   |
| Colo-Colo · Chile                                                        | 1.ª           | 2013          | 3  | -4  | 2  | -2 | 2 | -3 | 7  | -9   |
| Colo-Colo · Chile                                                        | 1.ª           | 2014          | 2  | -5  | —  | —  | — | —  | 2  | -5   |
| Barnechea · Chile                                                        | 1.ª           | 2014-15       | 10 | -20 | 2  | -3 | — | —  | 12 | -23  |
| Barnechea · Chile                                                        | Total club    | Total club    | 10 | -20 | 2  | -3 | 0 | 0  | 12 | -23  |
| Colo-Colo · Chile                                                        | 1.ª           | 2015-16       | 2  | -1  | 2  | -1 | — | —  | 4  | -2   |
| Colo-Colo · Chile                                                        | 1.ª           | 2016-17       | 5  | -5  | —  | —  | — | —  | 5  | -5   |
| Colo-Colo · Chile                                                        | 1.ª           | 2017          | —  | —   | —  | —  | — | —  | 0  | 0    |
| Colo-Colo · Chile                                                        | Total club    | Total club    | 13 | -16 | 4  | -3 | 2 | -3 | 19 | -22  |
| Univ. de Concepción · Chile                                              | 1.ª           | 2018          | —  | —   | 1  | -1 | — | —  | 1  | -1   |
| Univ. de Concepción · Chile                                              | 1.ª           | 2019          | 2  | -8  | 2  | -1 | — | —  | 4  | -9   |
| Univ. de Concepción · Chile                                              | Total club    | Total club    | 2  | -8  | 3  | -2 | 0 | 0  | 5  | -10  |
| Unión Española · Chile                                                   | 1.ª           | 2020          | 3  | -7  | —  | —  | — | —  | 3  | -7   |
| Unión Española · Chile                                                   | Total club    | Total club    | 3  | -7  | 0  | 0  | 0 | 0  | 3  | -7   |
| Audax Italiano · Chile                                                   | 1.ª           | 2021          | —  | —   | —  | —  | — | —  | 0  | 0    |
| Audax Italiano · Chile                                                   | 1.ª           | 2022          | —  | —   | —  | —  | — | —  | 0  | 0    |
| Audax Italiano · Chile                                                   | Total club    | Total club    | 0  | 0   | 0  | 0  | 0 | 0  | 0  | 0    |
| Total carrera                                                            | Total carrera | Total carrera | 52 | -92 | 10 | -8 | 2 | -3 | 63 | -103 |
| (1) Incluye datos de Copa Chile. (2) Incluye datos de Copa Sudamericana. |               |               |    |     |    |    |   |    |    |      |

## Palmarés

### Campeonatos nacionales
| Título             | Equipo           | País  | Año    |
| ------------------ | ---------------- | ----- | ------ |
| Primera División   | C.S.D. Colo-Colo | Chile | 2014-C |
| Primera División   | C.S.D. Colo-Colo | Chile | 2015-A |
| Copa Chile         | C.S.D. Colo-Colo | Chile | 2016   |
| Supercopa de Chile | C.S.D. Colo-Colo | Chile | 2017   |
| Primera División   | C.S.D. Colo-Colo | Chile | 2017-T |
| Supercopa de Chile | C.S.D. Colo-Colo | Chile | 2018   |